# جونگ میونگ-هی
جونگ میونگ-هی (انگلیسی: Jeong Myung-hee؛ زادهٔ ۱۶ مهٔ ۱۹۶۴) بازیکن بسکتبال اهل کره جنوبی بود.
از افتخارات وی میتوان به کسب مدال نقره در بازی‌های المپیک تابستانی ۱۹۸۴ اشاره کرد.